# قراجه (بجنورد)
قراجه (بجنورد)، روستایی از توابع بخش مرکزی شهرستان بجنورد در استان خراسان شمالی ایران است.

## جمعیت
این روستا در دهستان بدرانلو قرار دارد و براساس سرشماری مرکز آمار ایران در سال ۱۳۸۵، جمعیت آن ۴۲۸ نفر (۱۱۷خانوار) بوده‌است.

## زبان
ساکنان این روستا به زبان کردی حرف می زنند.